# Metro de Praga
El metro de Praga (en txec Metro v Praze) és una xarxa de ferrocarril metropolità que dona servei a Praga, República Txeca. Actualment el metro comprèn tres línies amb 57 estacions entre totes tres, i consisteix d'una xarxa de trànsit de 59,4 quilòmetres de llarg És el mitjà més ràpid per la ciutat i donà servei a 589,2 milions de passatgers el 2012.

## Història
- 1898: Primera proposta de construir un tramvia subterrani a Praga, per part de Ladislav Rott.
- 1926: Primer projecte detallat d'un sistema de metro per a Praga de Vladimír List i Bohumil Belada.
- 6 de gener de 1966: La construcció del tramvia subterrani comença al voltant de l'actual línia C.
- 9 d'agost de 1968: El govern pren la decisió de construir un sistema de metro real en lloc d'un tramvia subterrani.
- 9 de març de 1974: La primera secció de la línia C obre amb un total de 9 estacions.
- 12 d'agost de 1978: La línia A obre amb una secció de 7 estacions.
- 7 de novembre de 1980: El sector sud de la línia C obre amb 4 estacions noves.
- 19 de desembre de 1980: La línia A s'estén amb 3 estacions noves.
- 2 de novembre de 1985: S'obre la primera secció de la línia B.
- 26 d'octubre de 1988: Una extensió de la línia B s'obre amb 3 noves estacions.
- 22 de febrer de 1990: 12 estacions amb noms d'ideologia comunista en canvien per a esdevenir políticament neutrals.
- 22 de novembre de 1990: Una extensió s'obre cap a l'est de la línia B amb quatre estacions més.
- 11 de novembre de 1994: Una altra extensió occidental de la línia B estrena cinc estacions.
- 4 de febrer de 1996: S'empren per primera vegada els trens de sèrie 8171M regularment a la línia C.
- 8 de novembre de 1998: S'obre una nova extensió de tres estacions de la línia B.
- 13 i 15 d'agost de 2002: Les fortes inundacions que colpegen Praga inunden 19 estacions.
- 22 de març de 2003: Les dues darreres estacions són obertes després de les inundacions.
- 8 de maig de 2008: S'obre una nova extensió septentrional a la línia C, amb tres estacions. Střížkov, Prosek i Letňany són les estacions més recents del Metro de Praga.

## Línies

Plànol de la xarxa

El Metro de Praga comprèn les tres línies següents:
| # | Nom               | Obertura | Llargada | Estacions                                            |
| - | ----------------- | -------- | -------- | ---------------------------------------------------- |
| A | Línia A (Linka A) | 1978     | 17,1 km  | 17                                                   |
| B | Línia B (Linka B) | 1985     | 25,6 km  | 24                                                   |
| C | Línia C (Linka C) | 1974     | 22,4     | 20                                                   |
|   | Total:            |          | 59,4 km  | 57 (Estacions de transferència comptades com a dues) |

| # | Nom               | Observacions                                 |
| - | ----------------- | -------------------------------------------- |
| D | Línia D (Linka D) | connectaria el centre amb la part meridional |
| E | Línia E (Linka E) |                                              |